# 昭和57年台風第10号
昭和57年台風第10号（しょうわ57ねんたいふうだい10ごう、国際名：ベス/Bess）は、1982年（昭和57年）7月に発生し、日本に上陸した台風である。

## 概要

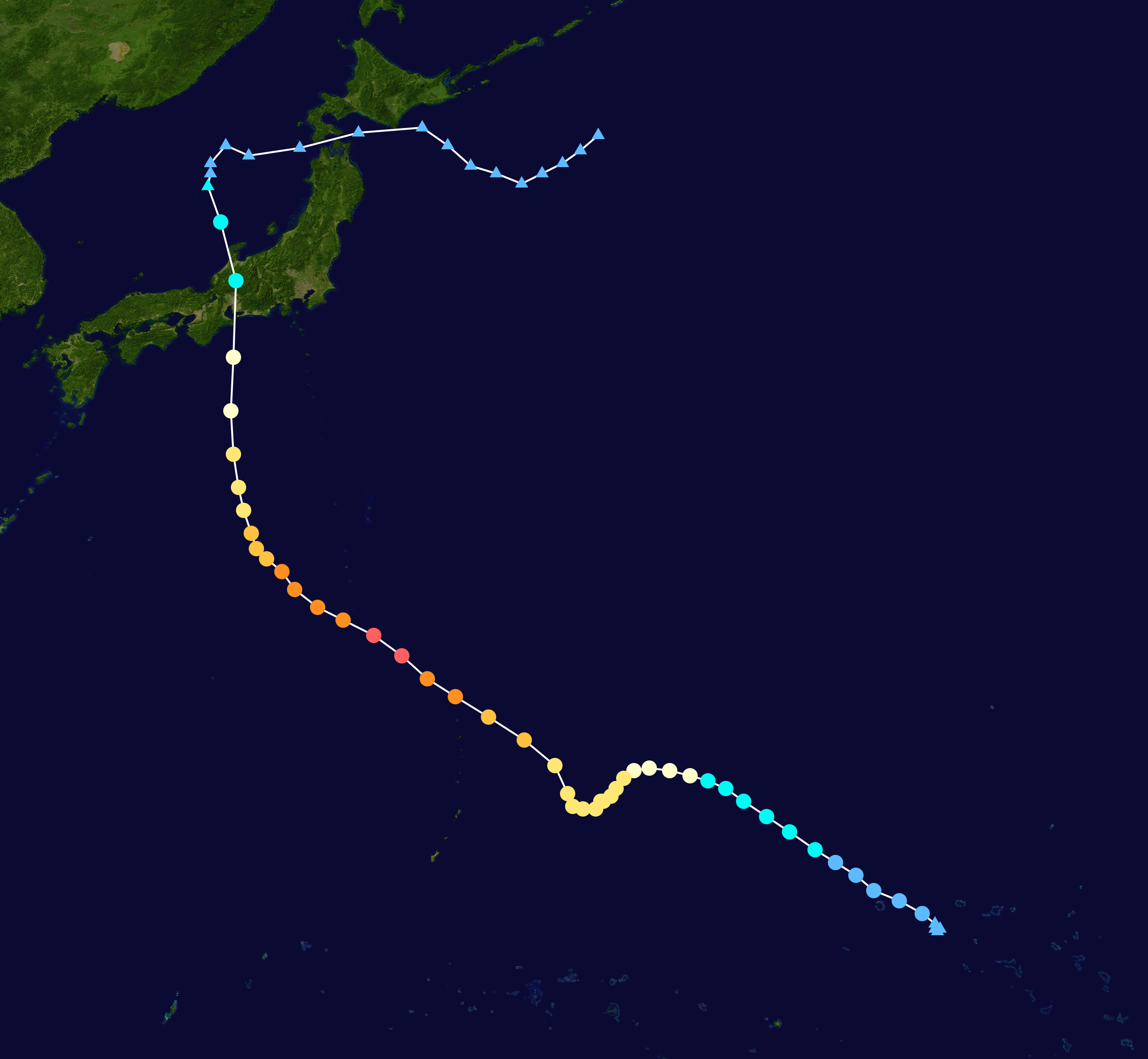
進路図

この年は冷夏傾向で全国的に梅雨明けが遅れており、本来梅雨が明ける7月20日を過ぎても大雨が続いていた。23日には低気圧と梅雨前線の影響で長崎市などの九州で記録的な豪雨（昭和57年7月豪雨）が襲うなど、梅雨末期の豪雨で西日本を中心に被害を受けていた。この台風の上陸は昭和57年7月豪雨の被害を受けた矢先の出来事で、東日本でも被害が発生した。昭和57年7月豪雨と台風10号での被害はほぼ全国に及び、死者数が400人を超す大災害となった。
７月23日に日本の南東海上で発生した台風10号は発達を続け、最盛期を迎えた29日には、中心気圧900mbar (hPa)・最大風速65m/sにまで成長。暴風域の直径は740kmと、1977年以降で10番目に大きくなった。台風は8月1日に紀伊半島の南海上を北上し、2日0時頃には中心気圧970mbarで愛知県渥美半島に上陸して、同日早朝には富山湾から日本海へと進んだ。 この頃に暴風域も消滅し、同日15時に温帯低気圧に変わって、東北地方に接近した。 四国地方東部、中国地方東部から東北地方にかけての広い範囲で大雨となり、近畿地方から東北地方にかけては暴風が吹いた。奈良県日出岳では8月1日に日降水量844mmを記録したほか、同日に静岡県石廊崎で10.15ｍの有義波高を観測し、1976年の観測開始以来、第1位の記録となった。 近畿地方・北陸地方・関東地方で被害が大きく、全国の死者・行方不明者は95人となった。
| 順位 | 台風               | 国際名  | 年     | 最大風速 (kt) |
| ---- | ------------------ | ------- | ------ | ------------- |
| 1    | 昭和54年台風第20号 | Tip     | 1979年 | 140           |
| 2    | 平成25年台風第30号 | Haiyan  | 2013年 | 125           |
| 2    | 平成22年台風第13号 | Megi    | 2010年 | 125           |
| 2    | 昭和57年台風第10号 | Bess    | 1982年 | 125           |
| 5    | 令和3年台風第2号   | Surigae | 2021年 | 120           |
| 5    | 令和2年台風第19号  | Goni    | 2020年 | 120           |
| 5    | 平成28年台風第14号 | Meranti | 2016年 | 120           |
| 5    | 平成3年台風第28号  | Yuri    | 1991年 | 120           |
| 5    | 平成2年台風第19号  | Flo     | 1990年 | 120           |
| 5    | 昭和61年台風第3号  | Lola    | 1986年 | 120           |
| 5    | 昭和60年台風第22号 | Dot     | 1985年 | 120           |
| 5    | 昭和59年台風第22号 | Vanessa | 1984年 | 120           |
| 5    | 昭和58年台風第5号  | Abby    | 1983年 | 120           |
| 5    | 昭和57年台風第21号 | Mac     | 1982年 | 120           |
| 5    | 昭和56年台風第22号 | Elsie   | 1981年 | 120           |
| 5    | 昭和55年台風第19号 | Wynne   | 1980年 | 120           |
| 5    | 昭和53年台風第26号 | Rita    | 1978年 | 120           |

## 被害
- 死者・行方不明者：95人
- 被害額：5,916億円[2]

### 交通機関
- 三重県内では台風の豪雨により、国鉄名松線が被害を受け全線が不通となった。被害の大きかった伊勢竹原駅 - 伊勢奥津駅の区間はバス代行が行われ、復旧したのは1983年6月1日のことであった。
- 静岡県富士市を流れる富士川に掛かる東海道本線富士川橋梁の下り線と廃線の一部橋脚が流され倒壊し、75日間単線運行（片側交互通行）となった。同年10月15日復旧。
- 同じく富士川に掛かる山梨県南巨摩郡富沢町（現・山梨県南巨摩郡南部町）の万栄橋も一部が流出した。
- 関西本線王寺駅（奈良県）では近隣を流れる葛下川が氾濫したことから、駅構内に留置中の電車100両が床上まで冠水した。
- 長野県の小海線佐久海ノ口駅-信濃川上駅間が18日間不通となった。

## その他
東海道線の鉄橋流失などの甚大な被害をもたらしたため、台風の英名「ベス（Bess）」はこの台風限りで使用中止となり、次順からは「ブレンダ（Brenda）」という英名が使用されることになった。